# Herbert Frost
Herbert Frost (* 10. August 1921 in Kiel; † 10. August 1998 in Köln) war ein deutscher Kirchenrechtler.
Herbert Frost, Sohn von Annita Frost, geborene Billström, und des Filmkaufmanns Arnold Frost, besuchte von 1932 bis 1939 die altsprachliche Kieler Gelehrtenschule, die er mit dem Abitur abschloss. Von 1942 bis 1950 studierte er, unterbrochen durch Wehrdienst, Rechts- und Wirtschaftswissenschaften an den Universitäten von Kiel, Köln und Amsterdam. Die Staatsprüfung bestand er 1951. Er arbeitete dann von 1952 bis 1953 als Hilfsreferent in der Wissenschaftlichen Abteilung des Deutschen Bundestages und von 1954 bis 1968 als Universitätsassistent. 1954 wurde er an der Universität zu Köln zum Dr. jur. utr. promoviert und habilitierte sich dort 1968.
Im Jahr 1970 wurde er Professor in Köln. Bis zu seiner Emeritierung im Jahre 1986 war er Inhaber eines Extraordinariats für Kirchenrecht, Allgemeine Staatslehre und Rechtsphilosophie an der Rechtswissenschaftlichen Fakultät der Universität zu Köln. Er war Mitglied der Vereinigung für Verfassungsgeschichte. Herbert Frost war evangelisch, ab 1959 mit Elisaneth Frost, geborene Krey, verheiratet und wohnte im Kölner Stadtteil Lindenthal. Ab 1973 war er Mitglied der Synode der Evangelischen Kirche in Deutschland.
Im Jahr 1998 starb er an dem Folgen zweier Schlaganfälle in Köln-Lindenthal.

## Schriften (Auswahl)
- Manfred Baldus, Martin Heckel, Stefan Mucke (Hrsg.): Ausgewählte Schriften zum Staats- und Kirchenrecht. Mohr Siebeck, Tübingen 2000, ISBN 3-16-147396-5.
- Strukturprobleme evangelischer Kirchenverfassung. Rechtsvergleichende Untersuchungen zum Verfassungsrecht der deutschen evangelischen Landeskirchen. Vandenhoeck & Ruprecht, Göttingen 1972 (zugleich Habilitationsschrift, Universität Köln 1968).
- Der Kirchenkreis der Evangelischen Kirche im Rheinland. 1958.
- Die Rechtsstellung des Kirchenkreises der Evangelischen Kirche im Rheinland. Dargestellt an der Kirchenordnung vom 2.5.1952, unter Berücksichtigung der geistlichen und historischen Grundlagen.  Bouvier, Bonn 1958 (zugl.: Jur. Diss., Universität Köln 1954).